# 五色桜大橋
五色桜大橋（ごしきざくらおおはし、Goshiki Zakura Big Bridge）は、東京都足立区の荒川（荒川放水路）に架かる首都高速中央環状線の橋である。江北ジャンクションと王子北出入口の間に位置する。事業中は荒川アーチ橋の仮称が与えられていた。

## 概要
荒川の河口から16.5 kmの地点に架かる世界初の2層構造のダブルデッキニールセンローゼ橋で、上層部が内回り（板橋方面）、下層部が外回り（江北方面）となっている。橋軸に斜角が付けられた斜橋であり、流心に対し直角になっていない。右岸は豊島5丁目宮城2丁目を分かち、左岸は足立区江北2丁目に至る。日没から22時まで橋の白色LED照明を使用したライトアップが行なわれている。橋の管理者は首都高速道路公団である。また、災害時に防災拠点等に緊急輸送を行なうための、東京都の特定緊急輸送道路に指定されている。この付近の荒川堤一帯がかつて五色の桜が咲く名所だったことからこの名が付けられた。2002年に土木学会田中賞を受賞している。また、2007年度に全建賞を受賞している。
- 構造：2層式ニールセンローゼ橋
- 全長：146.207 m[1]
- 支間長：142.241 m[2]
- 高さ：水面から53 m（内、アーチリブの高さは32 m）[2]
- 有効幅員：14.993 m〜16.0 m（上層） / 16.225 m〜16.0 m（下層）[4]
- 車線数：上下各2車線 （一部江北ジャンクションに掛かっているためゼブラゾーンで制御されているが、3〜4車線に相当する幅がある。）
- 着工：1990年11月[11]
- 竣工：1995年2月[11]
- 開通：2002年12月25日[11]

## 隣
- 首都高速中央環状線
  - C34王子北出入口 - 五色桜大橋 - 江北JCT

## その他

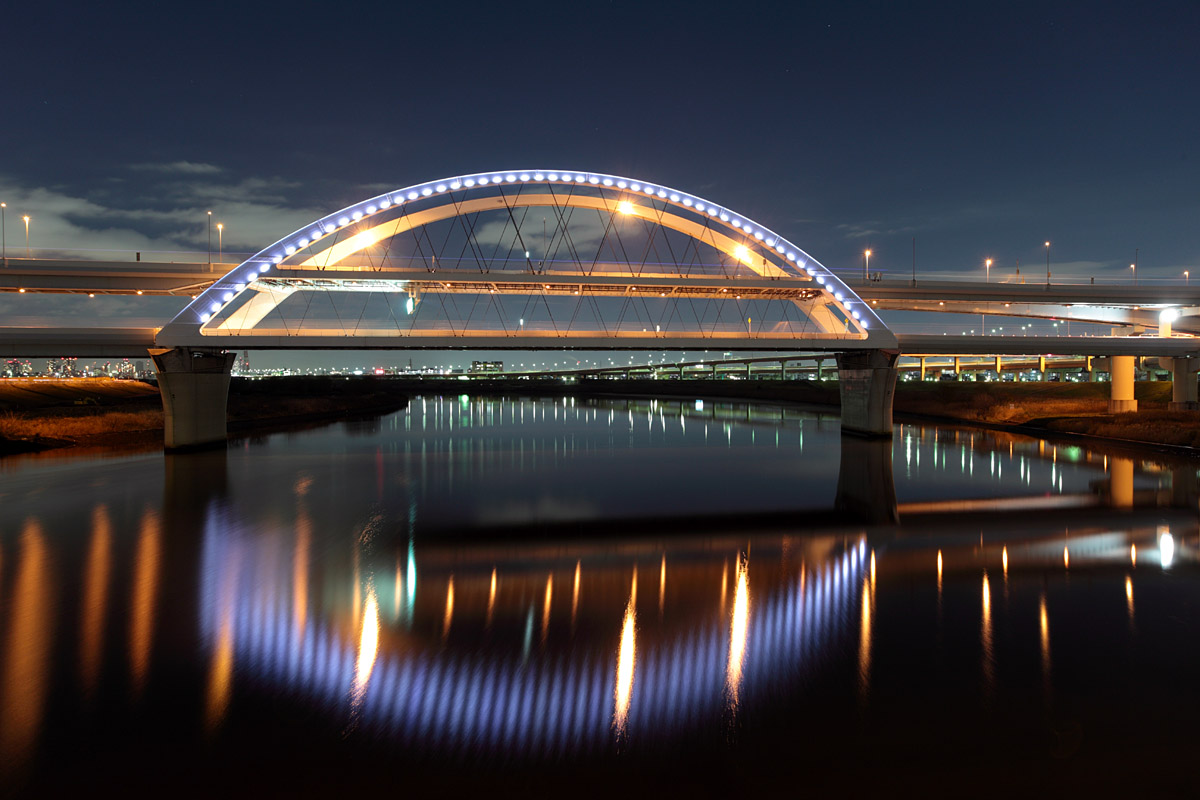
橋のイルミネーション

- 1992年（平成4年）3月16日午前11時10分頃、橋脚の建設の際に設けられた長さ10メートル幅2メートルの鉄板製の足場が、その支えとなる鉄パイプが突然折れた事で45度傾き、架設作業に従事していた作業員9人が川に転落する事故を起こしている。8人が救助されたが1人は重体で発見され、翌日死亡している[12][13]。
- 2007年12月14日より、走行する車両の振動を利用する振動発電の実験が行われ、夜間のイルミネーションの一部をその電力で補うものであった[14]が、発電量が想定より少なく安定性も低かったため、現在は取りやめている（中止日時不詳）[8]。
- 橋付近の宮城ゆうゆう公園内に足立区が設置した橋の紹介記念碑には、「桜」の字は旧漢字で「五色櫻大橋」と表記されている。

## 周辺
橋付近はスーパー堤防化事業や五色桜に由来する桜の植樹事業が行なわれている。河川敷は荒地が目立つ。
- 東京都道449号新荒川堤防線
- 東京都道・埼玉県道107号東京川口線
- 足立区立宮城ゆうゆう公園
- 荒川鹿浜橋緑地
- 足立区立五色堤公園
- 西新井警察署江北交番
- 西新井警察署宮城交番
- 江北コミュニティーセンター
- 浄土宗 木余り 性翁寺
- 真言宗恵明寺
- 荒川サイクリングロード

## 風景

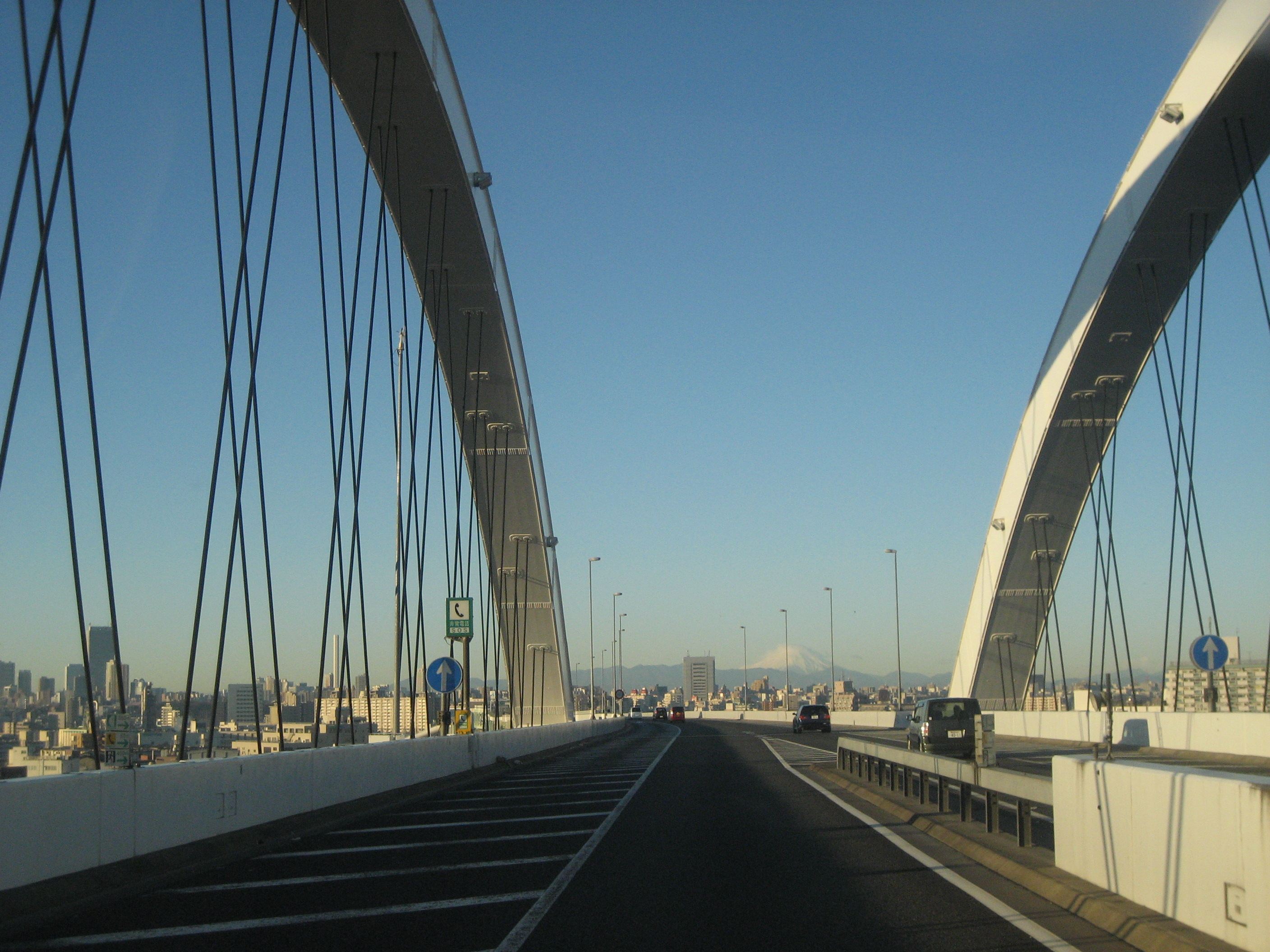
五色桜大橋（本線上から撮影）
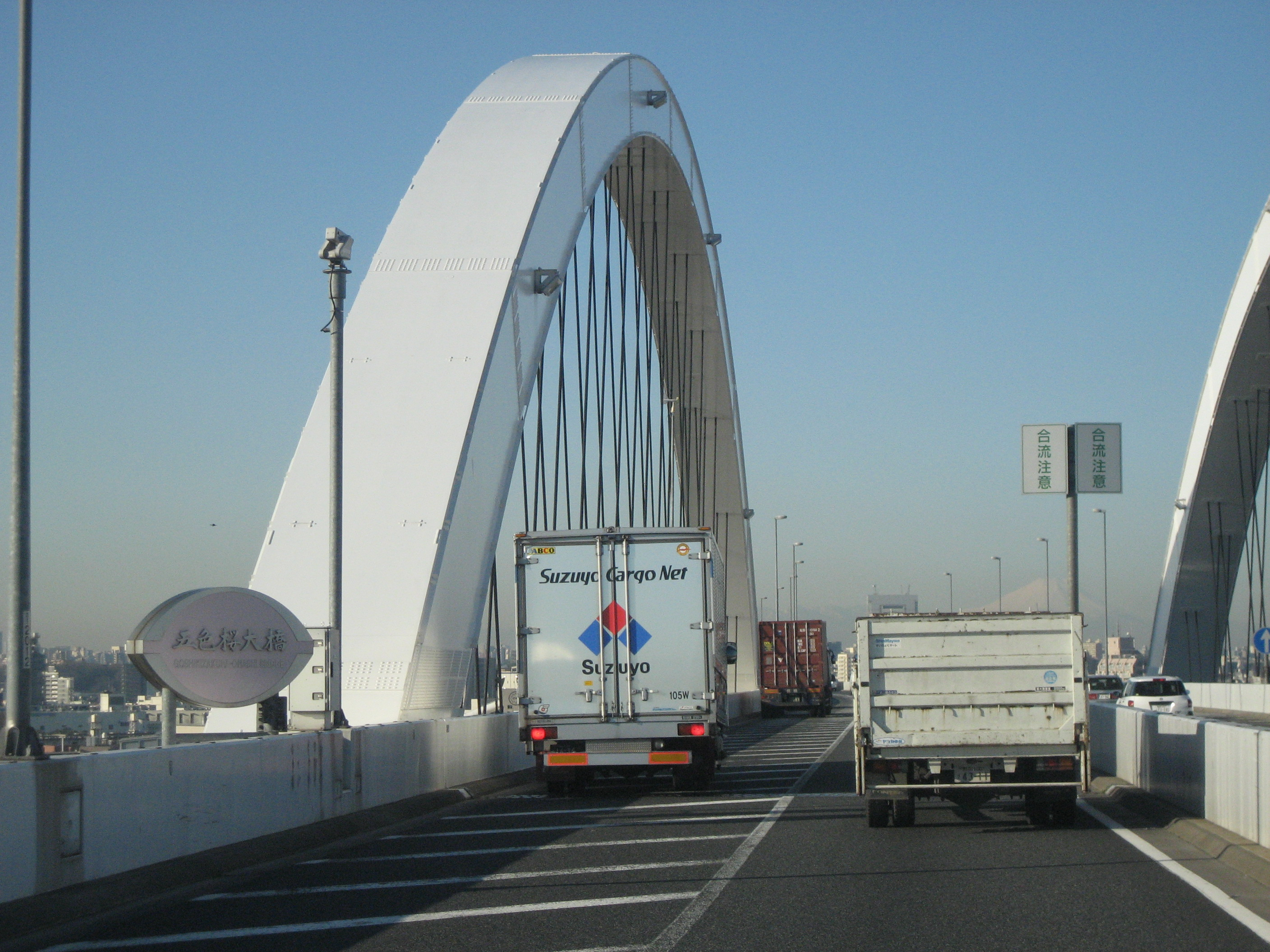
板橋JCT方面

## 隣の橋
- 荒川

（上流） - 新荒川大橋 - 鹿浜橋 - 五色桜大橋 - 江北橋 -  扇大橋 - （下流）